# Ermita de Sant Jeroni
Sant Jeroni és un ermita a uns 7,5 quilòmetres al nord-oest del nucli urbà de la població de Móra d'Ebre, pel camí de Sant Jeroni fins al paratge del mateix nom, al costat de l'ermita de Santa Madrona. Sant Jeroni és l'ermita de concentració de gairebé tota la comarca. És la que disposa de més espai i de més aigua. L'indret és de molta bellesa, és una clotada al recer de les cresteries de la Picossa i la Serra de Perles i del Xarcum. El dia 1 de maig se celebra la romeria a Sant Jeroni. A l'interior s'aprecia sobre la porta una inscripció on es llegeix «REEDIFICADA ANY 1891» encara que la construcció principal és del segle xviii.
Està bastida sobre una font i l'ara d'altar queda perpendicular a la pedra d'on flueix l'aigua que, canalitzada, brolla per les aixetes d'unes fonts públiques. Sant Jeroni és d'origen medieval. Petit temple d'una sola nau coberta per una volta de canó profusament decorada, sostinguda per una cornisa motllurada que recorre els murs de la nau. De l'interior destaca l'ara d'altar i una pica de pedra poligonal decorada amb baixos relleus. La façana principal presenta un pòrtic davanter amb la coberta d'un sol vessant i ràfec decorat, obert mitjançant un gran arc de mig punt. El temple està rematat per un campanar d'espadanya d'un sol arc de mig punt, sense campana i rematat per una creu. Des de la porta d'accés exterior, d'obertura rectangular, també s'arriba a la casa de l'ermità, situada al costat i a la part posterior de l'edifici. La construcció està arrebossada i emblanquinada.